# Darryl Watkins
Darryl Finesse Watkins (Paterson, 8 novembre 1984) è un ex cestista statunitense.

## Palmarès
- Campionato cipriota: 1

ETHA Engomis: 2012
- Coppa di Bulgaria: 1

Academic Sofia: 2013
- Campionato francese: 1

ASVEL: 2015-16
- Match des Champions: 1

ASVEL: 2016